# 大眾綜合證券
大眾綜合證券（簡稱大眾證券，原股票代號：6022）是過去曾存在於台灣的證券公司，於2017年售予台新金控，並併入其旗下的台新證券。

## 歷史
前身為1989年11月10日成立於高雄市的「東聯證券」，1997年9月由大眾商業銀行入主後，同時增資合併位於台南的「新營證券」，再於1998年更名為「大眾綜合證券」。
2005年新增三個分公司，2006年再增桃園平鎮通營分公司，2008年新增台北松山分公司，2010年新增南台中分公司、新板分公司，2012年新增高雄鳳山分公司，最終共計有14個營業據點。
2016年大眾證券的母公司大眾商業銀行被元大金控收購納入旗下，但由於元大金控旗下已經有元大證券，因此大眾證券被元大金控售予屬於台新金控，於2017年8月28日被併入台新金控旗下的台新證券。